# 女の面目

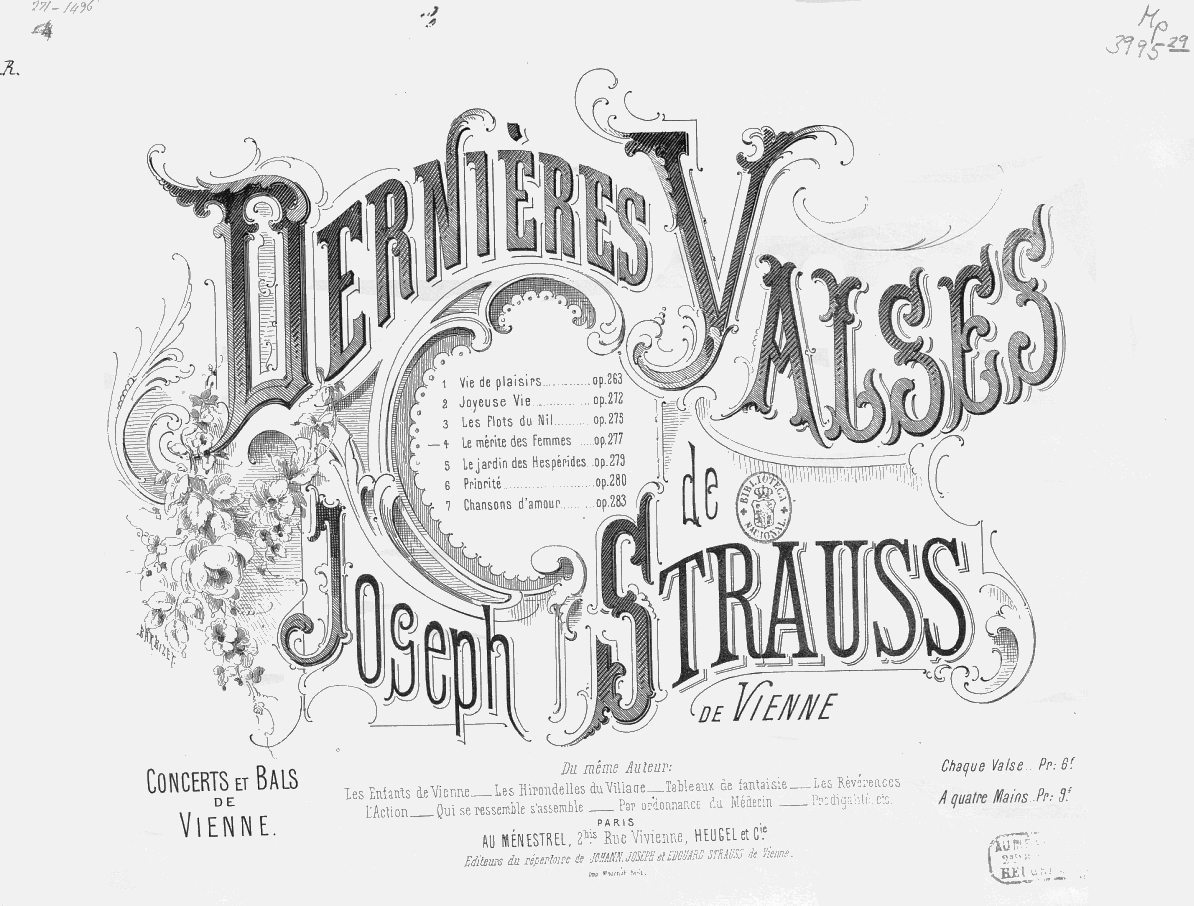
楽譜

『女の面目』（おんなのめんぼく、ドイツ語: Frauenwürde）作品277は、ヨーゼフ・シュトラウスが作曲したウィンナ・ワルツ。『女性の真価』とも。

## 楽曲解説
ウィーンの宮殿で開催された法学生の舞踏会のために作曲され、1870年1月30日に初演された。
当時のドナウ帝国では、ウィーンのような都会においても女性の地位はいまだ満足のゆくものではなく、女性たちは原則として自分だけの財産を保持できなかった。ヨーゼフが未来の裁判官や弁護士たちに『女の面目』と題したワルツを捧げた理由は、女性たちはまだ公的に権利を獲得することはできていなかったが、民間レベルで女性の権利を主張することはでき、またそれが法曹界の人間の果たすべき仕事だったからである。

## 構成
序奏、5つの小ワルツ、コーダからなる。
第1ワルツ

## ニューイヤーコンサート
ウィーンフィル・ニューイヤーコンサートへの登場は以下の通りである。
- 1941年 - クレメンス・クラウス指揮
- 1951年 - クレメンス・クラウス指揮
  - ニューイヤーコンサートの歴史は1941年に始まったが、その1941年のプログラムの記念すべき第1曲目として演奏されたのがこのワルツである。